# Selago singularis
Selago singularis är en flenörtsväxtart som beskrevs av O.M. Hilliard. Selago singularis ingår i släktet Selago och familjen flenörtsväxter. Inga underarter finns listade i Catalogue of Life.